# Okeh Records
Okeh Records (souvent orthographié « OKeh ») est un label discographique indépendant américain, basé à New York, dans l'État de New York. Il devient à la fin des années 1920 une filiale de Columbia Records.

## Histoire

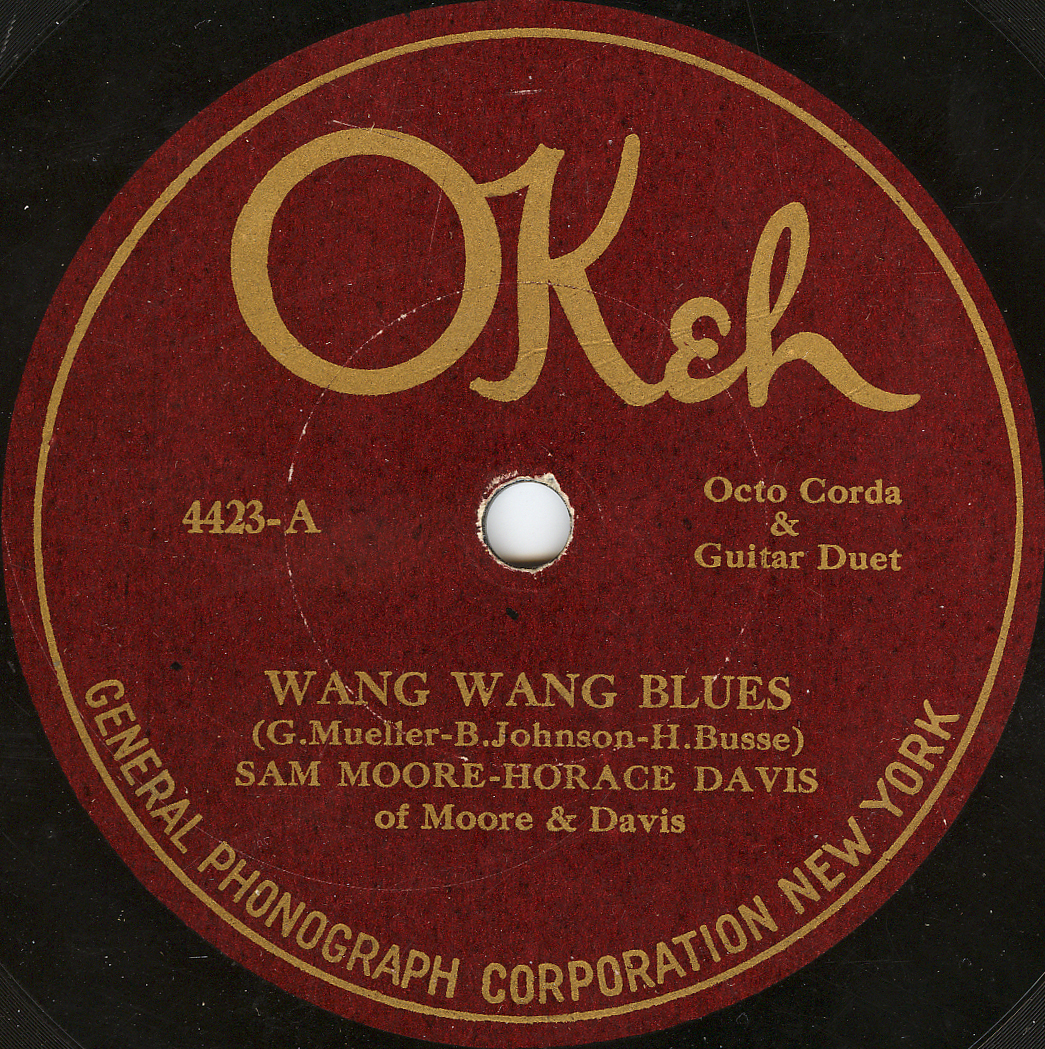
Disque Okeh Records.

Okeh est fondé par Otto K. E. Heinemann (1877–1965), un manager de la branche américaine du label allemand Odeon Records. En effet, alors que la Première Guerre mondiale ravage l'Europe, Heinemann pense qu'il serait meilleur de disposer d'une entreprise basée aux États-Unis. Il incorpore la Otto K. E. Heinemann Phonograph Corporation en 1916, met en place son propre studio d'enregistrement et un système de presse de microsillons à New York et ouvre les enregistrements de l'entreprise au public en septembre 1918.
En 1920, Okeh est le premier label américain à enregistrer une chanteuse noire en la personne de Mamie Smith.

### The OKeh Laughing Record
The OKeh Laughing Record est enregistré en Allemagne par Beka Records en 1920, selon la plupart des témoignages, puis acheté à cette maison de disques par OKeh Records aux États-Unis. On y voit ce qui est probablement la chanteuse d'opéra Lucie Bernardo et Otto Rathke rire simplement pendant près de trois minutes, accompagnés par le cornettiste. Felix Silbers. Il devient un best-seller aux États-Unis en 1922, et se serait vendu à environ un million d'exemplaires,. OKeh Records suit rapidement avec le Second Laughing Record, The OKeh Laughing Dance Record et The OKeh Crying Record. D'autres labels ont également sorti des disques similaires. Il a pu influencer les studios à inclure des audiences en direct et des pistes de rire dans leurs émissions. Il est publié au Royaume-Uni sous le titre The Parlophone Laughing Record et est largement utilisé dans le court métrage d'animation Sh-h-h-h-h, de Walter Lantz Productions/Universal Studiosn sorti en 1955, dernier court métrage réalisé par Tex Avery.

### 1993–2000
En 1993, Sony Music réactive le label OKeh (distribué par Epic Records) en tant que label de blues nouvelle génération. Les premières signatures d'OKeh comprennent G. Love and Special Sauce, Keb' Mo, Popa Chubby et Little Axe. Tout au long de la première année, pour célébrer la relance, des singles de G. Love, Popa Chubby et Keb' Mo sont sortis en vinyle de 10 pouces. En 2000, le label OKeh est de nouveau retiré et G. Love and Special Sauce a été transféré sur Epic. Il est relancé en 2013 en tant que ligne de jazz sous Sony Masterworks.

### Depuis 2013
En janvier 2013, Sony Music réactive le label OKeh en tant que principal label jazz de Sony sous Sony Masterworks. Ce label fait partie de Sony Masterworks in the U.S., la branche nationale de Sony Classical, et se concentre sur les artistes nouveaux et établis qui incarnent les « expressions globales du jazz ». Parmi les nouveaux artistes figurent David Sanborn, Bob James, Bill Frisell, Regina Carter, Somi et Dhafer Youssef.